# Brenna (Itálie)
Brenna je obec v provincii Como v Lombardii. Nachází se asi 30 kilometrů severně od Milána a asi 11 kilometrů jihovýchodně od města Como. K 31. prosinci 2004 zde žilo 1 860 obyvatel, v roce 2022 2 177 obyvatel. Rozloha obce je 4,9 km².
Obec sousedí s obcemi: Alzate Brianza, Cantù, Carugo, Inverigo, Mariano Comense. 
V obci se nachází kostel svatého Kajetána (San Gaetano).